# Christus in de Mijnstreek
Christus in de Mijnstreek is een sculptuur in Brunssum in de Nederlandse provincie Limburg.

## Geschiedenis
Brunssum was een belangrijk centrum voor steen- en bruinkoolwinning in Nederland. In de plaats bevond zich de Staatsmijn Hendrik, de diepste mijn van Nederland. Het rectoraat Rumpen waaronder de Sint-Vincentius a Paulokerk viel, was onder andere verantwoordelijk voor de zielenheil van de mijnwerkers. Naar aanleiding van het 25-jarig bestaan van het rectoraat in 1946, werd door de Katholieke Actie besloten een sculptuur te laten vervaardigen.
De opdracht werd geven aan de Maastrichtse beeldhouwer Charles Vos. Hij had zich gespecialiseerd in sculpturen met christelijke voorstellingen, waaronder Heilig Hartbeelden en heiligenbeelden. Op treffende en innovatieve wijze wist Vos het mijnwezen en het katholieke karakter van Brunssum te combineren. Hij ontwierp een beeldengroep van tufsteen, bestaand uit een Christus in reliëf aan het kruis, ondersteund aan weerszijden door twee reliëfs. Bij een crucifix staan gewoonlijk aan weerszijden heiligen of getuigen van de kruisiging, maar hier zien we aan de ene zijde een mijnwerker met helm, met beide handen op een drilboor, en aan de andere zijde zijn vrouw met hun twee kinderen. De laatstgenoemde drie kijken in aanbidding naar Christus. Het geheel staat op een basement dat bestaat uit een laag muurtje met aan weerszijden een massief blok.
Het beeld werd aanvankelijk onthuld aan het Bodemplein op zondag 26 oktober 1947, de feestdag van Christus Koning. Later is het verplaatst naar de huidige locatie, de Rumpenerstraat ter hoogte van nummer 94.